# Knihobot
Knihobot je český startup, který se zaměřuje na výkup a prodej použitých knih. Aktuálně působí v Česku a na Slovensku, pod značkou Bookbot funguje od roku 2023 v Rakousku a Německu.

## Historie
Knihobot vznikl v roce 2019. Zakladateli jsou Dominik Gazdoš, David Gazdoš a Pavel Pekař. V roce 2021 do něj investovala 15 milionů korun česká investiční skupina Miton. Později navýšila investici na 25 milionů korun za 45procentní podíl ve firmě. Během roku 2021 měl Knihobot na skladě 55 tisíc knih.
V roce 2022 spustil Knihobot partnerství se sítí Levné knihy. V tomto roce prodal celkem 1,1 milionu knih s obratem 182 milionů korun.V roce 2023 pak prodal 2 miliony knih. V roce 2024 prodal 3,5 milionu knih.
Za první tři měsíce roku 2023 měl obrat 65 milionů Kč a lidé dodali okolo půl milionu knih. Celkem firma dosáhla v roce 2023 obrat 301 milionů Kč. Otevřel také první kamenné knihkupectví v Praze.
Na začátku roku 2023 se při výkupu povedlo odhalit i velký podvod s knihami od Jiřího Kulhánka v hodnotě půl milionu korun. Za tuto aktivitu získala v roce 2025 značka i ocenění Zlatý středník v kategorii krizové komunikace.
V srpnu 2024 firma oznámila, že získala čtyři miliony eur (100 milionů korun) v rámci tzv. série A. Mezi investory opět figuruje i Miton.
V roce 2024 měla firma tržby přes 560 milionů Kč.

## Jak funguje
Knihobot prodává použité knihy. Vlastník knihu doma vyfotí a odešle přes formulář. Knihobot ji v případě zájmu nacení a pošle pro knihu kurýra. Tento svoz činil v roce 2021 70% objemu knih v nabídce. Jakmile se kniha prodá, ponechá si Knihobot z prodeje provizi 40 % a navíc fixní poplatek ve výši 29 korun. Od září 2022 lze knihy odevzdat na také na pobočkách firmy Levné Knihy, od května 2023 je možné knihy odevzdat i kurýrovi společnosti Rohlík.cz.
V roce 2021 spustil Knihobot v Praze projekt Knihotaxi, kdy knihy po dohodě vyzvedne taxi. V roce 2022 spustil službu Knihobod, díky níž je možné knihu k prodeji uložit do sběrného boxu. 

## Ocenění
Jednoho ze zakladatelů Dominika Gazdoše zařadil v roce 2021 časopis Forbes do svého výběru 30 pod 30. V roce 2021 obdržel Knihobot Cenu kvality v soutěži Shop roku, kterou pořádá Heuréka a dostal se také do žebříčku Delloite Fast 50. V listopadu 2022 získal Křišťálovou lupu v kategorii Mladá krev. V dubnu 2023 získal Knihobot Cenu kvality v soutěži Shop roku podruhé za sebou. V listopadu 2023 se Knihobot umístil na 10. místě žebříčku Technology Fast 50 CEE 2023 od Delloitte.
V dubnu 2024 opětovně získal Cenu kvality v soutěži Shop roku, to samé ocenění značka opět získala i o rok později. V září 2024 získal cenu Zlatý středník v kategorii "Krizová komunikace, komunikace změny a public affairs" za projekt "Knihobot odhalil padělky sci-fi knih v hodnotě půl milionu korun".
V listopadu 2024 vyhrál v kategorii E-commerce inspirace soutěže Křišťálová lupa.